# Probabilidade a posteriori
Em estatística bayesiana, a probabilidade a posteriori de um evento aleatório ou uma proposição incerta é a probabilidade condicionada que é atribuída depois que evidências ou planos de fundo relevantes são levados em conta. De forma semelhante, a distribuição de probabilidade a posteriori é a distribuição de probabilidade de uma quantidade incerta, tratada como uma variável aleatória, condicional sobre a evidência obtida de um experimento ou survey. Neste contexto, "a posteriori" significa depois de levar em conta evidências relevantes relativas ao caso particular sendo examinado.

## Definição
A probabilidade a posteriori é a probabilidade dos parâmetros {\displaystyle \theta } dada a evidência {\displaystyle X}: {\displaystyle p(\theta |X)}.
Contrasta com a função de verossimilhança, que é a probabilidade da evidência dados os parâmetros: {\displaystyle p(X|\theta )}.
Estes dois conceitos se relacionam como descrito abaixo.

Considere que temos uma crença a priori de que a função distribuição de probabilidade é {\displaystyle p(\theta )} e as observações são {\displaystyle x} com a verossimilhança {\displaystyle p(x|\theta )}. Então, a probabilidade a posteriori é definida como:
{\displaystyle p(\theta |x)={\frac {p(x|\theta )p(\theta )}{p(x)}}.}
A probabilidade a posteriori pode ser escrita de forma memorizável como: 
{\displaystyle {\text{Probabilidade a posteriori}}\propto {\text{Verossimilhanca}}\times {\text{Probabilidade a priori}}.}

## Exemplo
Suponha que há uma escola mista e que 60% de seus alunos são meninos e 40% de seus alunos são meninas. As meninas usam calças ou saias em números iguais. Todos os meninos usam calças. Um observador vê um estudante (aleatório) a distância. Tudo o que o observador pode ver é que este estudante está vestindo calças. Qual é a probabilidade de que este estudante seja uma menina? A resposta correta pode ser computada usando o teorema de Bayes.
O evento {\displaystyle G} é aquele em que o estudante observado é uma menina e o evento {\displaystyle T} é aquele em que o estudante observado está vestindo calças. Para computar a probabilidade a posteriori {\displaystyle P(G|T)}, precisamos primeiramente saber:
- {\displaystyle P(G)}, que é a probabilidade de que o estudante seja uma menina, independentemente de qualquer outra informação. Já que o observador vê um estudante aleatório, o que quer dizer que todos os estudantes têm a mesma probabilidade de ser observados, e a porcentagem de meninas entre os estudantes é {\displaystyle 40\%}, esta probabilidade é igual a {\displaystyle 0,4}.
- {\displaystyle P(B)}, que é a probabilidade de que o estudante não seja uma menina, isto é, um menino, independentemente de qualquer outra informação ({\displaystyle B} é o evento complementar a {\displaystyle G}). Esta é igual a {\displaystyle 60\%} ou {\displaystyle 0,6}.
- {\displaystyle P(T|G)}, que é a probabilidade de que o estudante esteja vestindo calças, sendo o estudante uma menina. Como elas têm a mesma probabilidade de vestir saias ou calças, esta é igual {\displaystyle 0,5}.
- {\displaystyle P(T|B)}, que é a probabilidade de que o estudante esteja vestindo calças, sendo o estudante um menino. Esta é igual a {\displaystyle 1}.
- {\displaystyle P(T)}, que é a probabilidade de que um estudante (aleatoriamente selecionado) esteja vestindo calças, independentemente de qualquer outra informação. Já que {\displaystyle P(T)=P(T|G)P(G)+P(T|B)P(B)} (pela lei da probabilidade total), esta é igual a {\displaystyle P(T)=0,5\times 0,4+1\times 0,6=0,8}.

Dadas todas estas informações, a probabilidade a posteriori do observador ter visto uma menina, dado que o estudante observado estava vestindo calças, pode ser computada ao substituir estes valores na fórmula:
{\displaystyle P(G|T)={\frac {P(T|G)P(G)}{P(T)}}={\frac {0,5\times 0,4}{0,8}}=0,25.}
A intuição deste resultado é que, a cada 100 estudantes (60 meninos e 40 meninas), se observarmos calças, o estudante é um de 80 estudantes que vestem calças (60 meninos e 20 meninas). Já que {\displaystyle 20/80=1/4} dos estudantes que vestem calças são meninas, a probabilidade de que o estudante vestindo calças seja uma menina é igual {\displaystyle 1/4}.

## Cálculo
A distribuição de probabilidade a posteriori de uma variável aleatória dado o valor de outra pode ser calculada com o teorema de Bayes, ao multiplicar a distribuição de probabilidade a priori pela função de verossimilhança e, em seguida, dividir pela constante de normalização, como segue:
{\displaystyle f_{X\mid Y=y}(x)={f_{X}(x)L_{X\mid Y=y}(x) \over {\int _{-\infty }^{\infty }f_{X}(u)L_{X\mid Y=y}(u)du}},}
que dá a função densidade de probabilidade a posteriori para um variável aleatória {\displaystyle X}, levando em conta os dados {\displaystyle Y=y}, em que:
- {\displaystyle f_{X}(x)} é a densidade a priori de {\displaystyle X},
- {\displaystyle L_{X\mid Y=y}(x)=f_{Y\mid X=x}(y)} é a função de verossimilhança como uma função de {\displaystyle x},
- {\displaystyle \int _{-\infty }^{\infty }f_{X}(u)L_{X\mid Y=y}(u)du} é a constante de normalização e
- {\displaystyle f_{X\mid Y=y}(x)} é a densidade a posteriori de {\displaystyle X}, levando em conta os dados {\displaystyle Y=y}.[4]

## Intervalo de credibilidade
A probabilidade a posteriori é a probabilidade condicional condicionada sobre dados aleatoriamente observados, logo, é uma variável aleatória. Sendo uma variável aleatória, é importante resumir sua quantidade de incerteza. Uma forma de atingir este objetivo é providenciar um intervalo de credibilidade da probabilidade a posteriori.

## Classificação
Em classificação, as probabilidades a posteriori refletem a incerteza de inserir uma observação em uma classe particular. Enquanto métodos de classificação estatística por definição geram probabilidades a posteriori, as máquinas aprendizes usualmente oferecem valores de associação que não incluem qualquer confiança probabilística. É desejável transformar ou reescalonar valores de associação em probabilidades de associação de classe, já que são comparáveis e adicionalmente mais facilmente aplicáveis para o pós-processamento.